# Лутига видовженолиста
Лутига видовженолиста (Atriplex oblongifolia) — вид рослин з родини амарантових (Amaranthaceae), поширений у Євразії.

## Опис

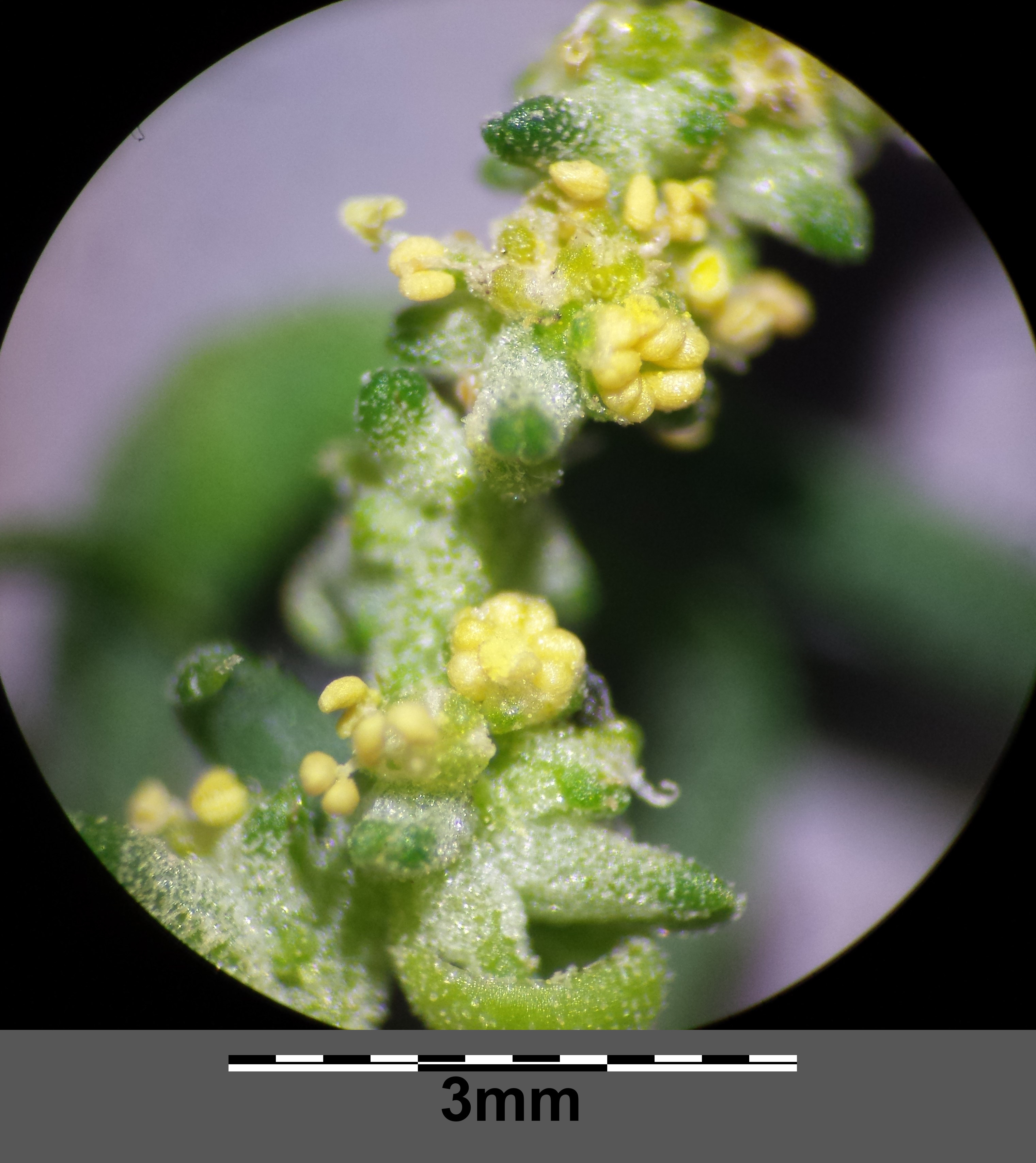
суцвіття в деталях

Однорічна рослина заввишки 20–80(110) см. Стебло пряме, похило розгалужене, поздовжньо-смугасте. Листки чергові, черешкові. Листки 2-колірні, зверху зелені, знизу хоча би верхні сіруваті, борошнисті, здебільшого із загорнутими краями, ланцетні або довгасті. Приквітки яйцеподібно-ромбічні, цілокраї, борошнисті. Суцвіття в основному на кінці стебла і гілок. Плід — сім'янка.

## Поширення
Поширений у Євразії від Центральної Європи до Центральної Азії; інтродукований до Франції, північ США, південь Канади.
В Україні вид зростає на солонцюватих пісках, берегах річок, у посівах, засмічених місцях — в Лісостепу і Степу; вказується також для Карпат (м. Надвірна Івано-Франківської обл.; м. Берегово Закарпатської обл., м. Ужгород); Розточчя-Опілля (м. Львів).